# 扎瓦德卡 (舊桑博爾區)
49°25′8″N 22°59′56″E / 49.41889°N 22.99889°E

扎瓦德卡（烏克蘭語：Завадка），是烏克蘭西部的村莊，隸屬利維夫州的桑比爾區。該村處於德涅斯特河畔，面積0.28平方公里，海拔高度368米，2001年人口187。